# Realidad psíquica
Realidad psíquica es un concepto utilizado en psicología, principalmente en el psicoanálisis y en la psicología analítica.

## En psicoanálisis
El término fue utilizado por Sigmund Freud  —principalmente después de desestimar la teoría de la seducción— para denominar al conjunto de fantasías relacionadas con el deseo inconsciente y que internamente aparecen en la psique con una coherencia y resistencia tal que se asemejan a la realidad material y adquieren para el sujeto valor de realidad. Esta idea surge de manera concomitante con la limitación o abandono de la teoría inicial freudiana acerca de la existencia real de escenas de seducción en la infancia que serían la causa de las psiconeurosis. Si bien Freud nunca dejó de sostener la existencia real de vivencias infantiles de seducción y su valor patógeno, se dio cuenta de que también las fantasías, aunque no se basen en hechos reales, pueden cumplir ese mismo papel causante y generador de las manifestaciones neuróticas en la edad adulta. Para Freud la realidad psíquica es un reflejo de la estructura de una realidad biológica que fue alterada a través de la represión, pero que puede recuperarse a través del análisis de lo que el paciente cuenta en las sesiones, pero que se diferencia claramente de la realidad histórica  o material. El concepto fue bastante controvertido en el psicoanálsis, siendo el debate entre Freud y Ferenczi la controversia más fuerte y difundida. Ferenczi insistió en la importancia de indagar a través del análisis los hechos verídicos y la realidad histórica de las biografías de los pacientes.

## En psicología analítica
El concepto fue también enunciado por el psiquiatra Carl Gustav Jung, quien consideraba la psique y su capacidad de crear imágenes como un agente mediador entre el mundo consciente del yo y el mundo de los objetos. Las imágenes psíquicas serían la verdadera fuente de nuestro sentido de realidad psíquica. La realidad no se sitúa en una deidad, en ideales eternos o en la materia sino en la propia condición humana. La experiencia de la realidad sería una función de la creación psíquica de imágenes.

El concepto de «realidad psíquica», al igual que los de «psique» o «mente», está sujeto a discusión. Unos piensan que estos dos últimos conceptos aluden a la consciencia y a sus contenidos, mientras que otros admiten la existencia de imágenes «oscuras» o «subconscientes». Unos incluyen a los instintos dentro de la esfera psíquica, otros los localizan fuera de ella. La gran mayoría considera que el alma es un resultado de los procesos bioquímicos que tienen lugar en las células del cerebro. Algunos conjeturan que la psique es la causa del funcionamiento de las células corticales. Otros identifican «vida» y psique. Pero sólo una insignificante minoría contempla el fenómeno psíquico como una categoría del ser en sí y para sí, deduciendo a partir de ahí las conclusiones pertinentes. En realidad, resulta contradictorio que la categoría del ser, la condición indispensable de todo ser, en otras palabras, la psique, sea tratada como si fuera real sólo a medias. Toda vez que nada puede ser conocido a menos de que haga aparición en forma de una imagen psíquica, el ser psíquico constituye en realidad la única categoría del ser de la que tenemos inmediato conocimiento. Se trata de la única existencia que puede ser inmediatamente demostrada. Si el mundo no adoptara la figura de una imagen psíquica, en la práctica carecería de existencia.